# Barbini (famiglia)

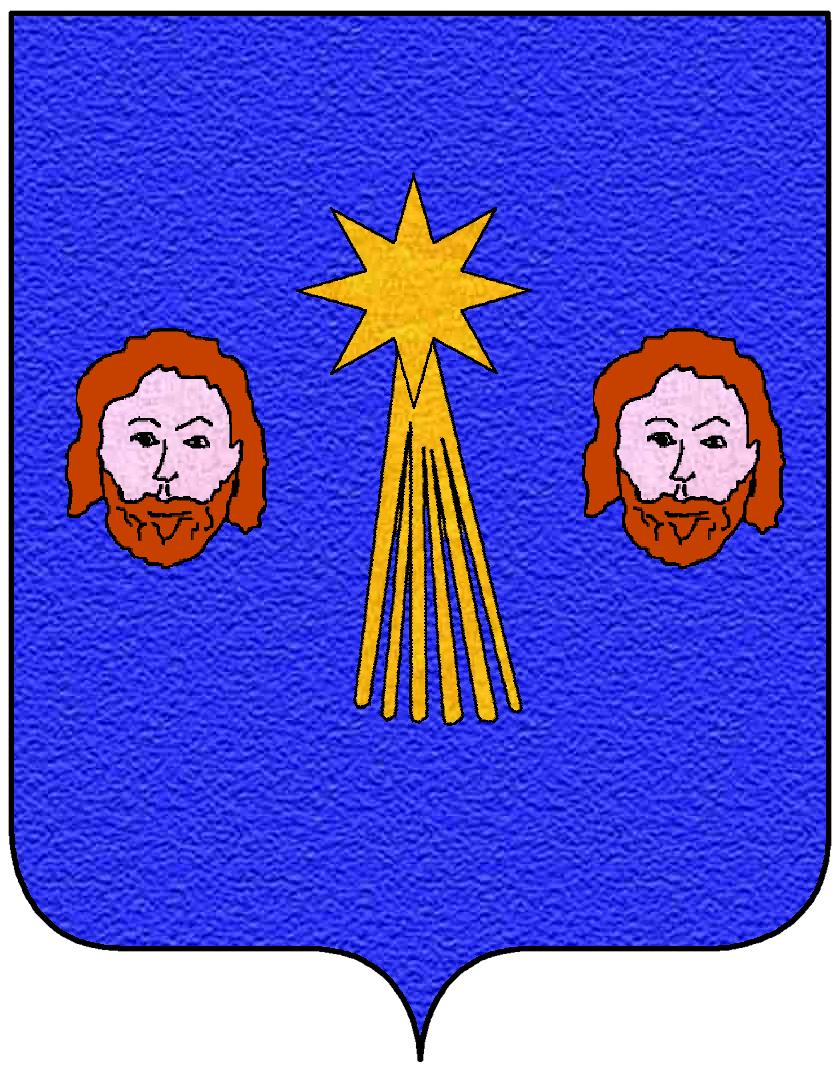
lo stemma della famiglia Barbini

I Barbini sono un'antica e nobile famiglia di vetrai, presente a Murano a partire dalla seconda metà del XVI secolo.

## Storia
La famiglia venne ascritta nel 1658, per ordine della Cancelleria,  nel Libro d'Oro della nobiltà della Magnifica Comunità di Murano.
Le notizie più remote circa l'attività di specchieri risalgono al XVII secolo. Nel 1665 alcuni maestri vetrai muranesi, tramite il ministro francese Jean-Baptiste Colbert, vennero condotti in Francia, alla corte di Luigi XIV, attirati da numerose promesse e ingenti somme, per dare avvio alla prima produzione parigina di specchi. Tra essi vi era un tal Gerolamo Barbin, nato a Murano nel 1634, il quale è noto che, oltre ad aver collaborato alla produzione di specchi presso la Manufacture Royale des glaces de miroirs, assieme ai fratelli Domenego e Marco, lavorò alla realizzazione della celebre Galleria degli Specchi di Versailles, inaugurata nel 1684.
L'abate muranese Vincenzo Zanetti vissuto nel XIX secolo riporta nella sua opera “Guida di Murano e delle celebri sue fornaci vetrarie” (1866) un elenco dettagliato dei vetrai muranesi esistenti all'epoca, tra i quali compaiono ben 14 Barbini.
Vincenzo Barbini ebbe a inizio del XX secolo otto figli: Sidonia, Pacifico, Guglielmo, Pio, Nicolò, Antonia, Vittoria e Ferdinando. Tutti i figli maschi, a parte Ferdinando, che fece il professore e preside di Liceo, operarono nel campo del vetro, come incisori e specchieri. Nell'altro ramo principale grande artista di fama mondiale è stato Alfredo Barbini (1912-2007) figlio di Arturo. Un altro artista meno conosciuto è stato il Cavaliere Francesco Barbini (1932-1999), ha iniziato a lavorare il vetro artistico come "levatore" e "servente" con i Maestri Scarpa e Cattelan, ma assieme alla future moglie Ivana Zane, lei faceva la decoratrice di graffito per i Maestri Begotti e Bigaglia, hanno iniziato nel 1958 l'attività di decorazione su vetro artistico, scoprendo nuove tecniche per la lavorazione del "Terzo Fuoco" con smalti, ceramiche e oro. Oggi molti dei loro oggetti si possono ancora trovare in Musei o Collezioni Private nel Mondo.